# Orgilus simillimus
Orgilus simillimus är en stekelart som beskrevs av Taeger 1989. Orgilus simillimus ingår i släktet Orgilus och familjen bracksteklar. Inga underarter finns listade i Catalogue of Life.